# Schesaplana
De Schesaplana is met 2965 meter de hoogste berg van de Rätikon. De berg ligt aan de grens van Oostenrijk met Zwitserland. De Rätikon is een gebergte in de Alpen, aan dezelfde grens. Aan de noordkant van de berg ligt de Brandner Gletscher, aan de oostelijke voet de Lünersee. In de zomer ligt er op de Schesaplana geen sneeuw meer.
Vanaf verschillende hutten is het mogelijk de Schesaplana te beklimmen. De eenvoudigste route is vanaf de Totalphütte. Maar het kan bijvoorbeeld ook vanaf de Schesaplanahütte. Iets verder van de top bevindt zich de Mannheimer Hütte, een berghut van de Deutscher Alpenverein.

## In de literatuur
De Schesaplana is een van de twee bergen die wordt genoemd in het kinderboek Heidi, geschreven door Johanna Spyri in 1881. Heidi beschrijft de twee bergen aan haar opa nadat ze deze gezien heeft vanaf de weide waar de geiten grazen, hierna vertelt haar opa haar de namen van de bergen. De andere berg die beschreven wordt is de Falknis, die zo'n 11 kilometer ten westen van de Schesaplana ligt.

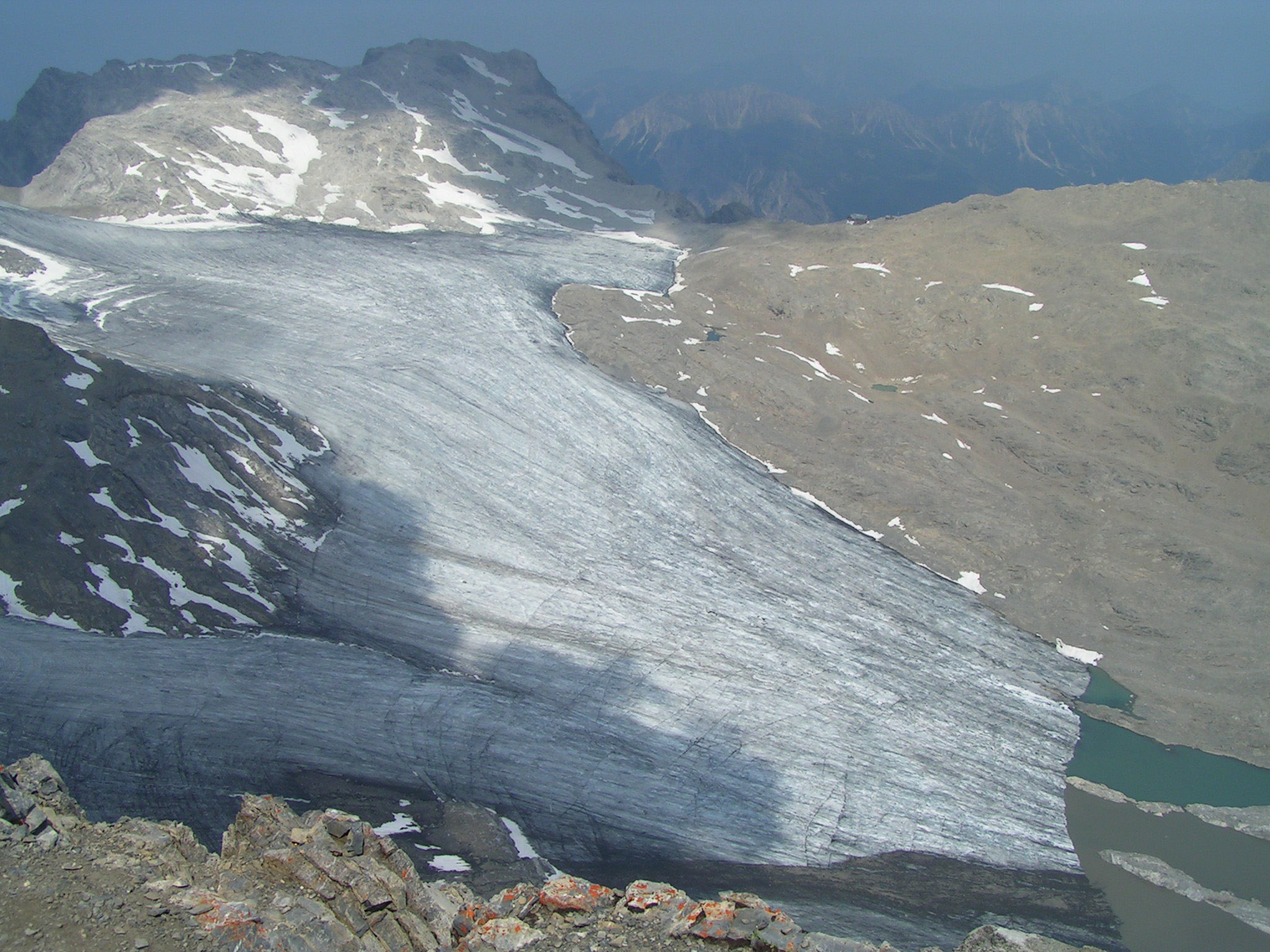
in de verte de Mannheimer Hütte,
vanaf de Schesaplana